# Olasz futsalválogatott
Az olasz futsal-válogatott Olaszország nemzeti csapata, amelyet az Olasz labdarúgó-szövetség, (olaszul: Federazione Italiana Giuoco Calcio) irányít. Az egyik legerősebb európai futsalválogatott. A 2003-as futsal-Európa-bajnokság győztese.
A válogatott játékosai közül többen is olasz származású brazilok (olasz-brazilok). Példa erre, hogy a 2008-as Futsal-világbajnokságon szereplő válogatott minden tagja Brazíliában született.

## Érmek

### Világbajnokság
- : 2004
- : 2008

### Európa-bajnokság
- : 2003
- : 2007
- : 1999, 2005

## Eredmények

### Világbajnokság
| Év       | Eredmény      | M | Gy | D | V | Rg | Kg | Gk |
| -------- | ------------- | - | -- | - | - | -- | -- | -- |
| 1989     | 2. kör        | - | -  | - | - | -  | -  | -  |
| 1992     | Csoportkör    | – | –  | – | – | –  | –  | –  |
| 1996     | 2. kör        | – | –  | – | – | –  | –  | –  |
| 2000     | Nem jutott be | – | –  | – | – | –  | –  | –  |
| 2004     | 2. hely       | – | –  | – | – | –  | –  | –  |
| 2008     | 3. hely       | – | –  | – | – | –  | –  | –  |
| Összesen | 5/6           | – | –  | – | – | –  | –  | –  |

### Európa-bajnokság
| Év       | Eredmény    | M  | Gy | D | V | Rg | Kg | Gk  |
| -------- | ----------- | -- | -- | - | - | -- | -- | --- |
| 1996     | 4. hely     | 4  | 1  | 0 | 3 | 10 | 15 | -5  |
| 1999     | 3. hely     | 5  | 2  | 2 | 1 | 12 | 9  | +3  |
| 2001     | 4. hely     | 5  | 3  | 0 | 2 | 18 | 12 | +6  |
| 2003     | 1. hely     | 5  | 5  | 0 | 0 | 11 | 3  | +8  |
| 2005     | 3. hely     | 5  | 4  | 0 | 1 | 21 | 9  | +12 |
| 2007     | 2. hely     | 5  | 3  | 1 | 1 | 14 | 4  | +10 |
| 2010     | negyeddöntő | 3  | 2  | 1 | 0 | 11 | 5  | +6  |
| 2012     | Bejutott    | –  | –  | – | – | –  | –  | –   |
| Összesen | 7/7         | 32 | 20 | 4 | 8 | 97 | 57 | +40 |

## Külső hivatkozások
- Futsal világranglista.